# Paraspadella nana
Espèce
Synonymes
- Spadella nana Owre, 1963 - protonyme

Paraspadella nana est une espèce de chaetognathes de la famille des Spadellidae. 

## Description
Paraspadella nana possède huit à onze crochets, deux à trois dents antérieures et aucune dent postérieure. La longueur maximale d'un adulte est de 3 mm dont la moitié pour la queue. Le corps est musclé avec une musculature transversale large sur le tronc. Il a une tête large avec des crochets non dentelés. Les yeux sont présents avec un pigment inconnu. Il possède une paire de nageoires latérales courtes, rayonnées et arrondies sur le tronc et la queue, le pont de nageoire est absent. La collerette est longue. Absence de diverticules intestinaux. Les vésicule séminales sont coniques et touchent les nageoires postérieures et la nageoire caudale. Les ovaires sont de longueur moyenne et se situent près de l'extrémité postérieure du ganglion ventral, les ovules sont gros. Présence de papilles adhésives, d'appendices adhésifs et absence de glandes apicales.

## Répartition géographique
Paraspadella nana a été trouvé dans les eaux côtières à l'île Soldier Key de la Floride, aux États-Unis.